# 이장 (전한)
이장(李長, ? ~ ?)은 전한 후기의 관료이다. 성제 때 장작대장을 지냈다.

## 행적
『소학』(小學) 원상편(元尙篇)을 지었다.
성제 때 장작대장을 지낸 이로는 허상(許商) · 승마연년 · 해만년이 있는데, 이들과의 선후 관계는 알 수 없다.

## 출전
- 반고, 『한서』 권30 예문지(藝文志) 안사고주(顔師古注)

| 전임 허상? 승마연년? 해만년? | 전한의 장작대장 (성제 시기) | 후임 허상? 승마연년? 해만년? |